# Пирятинська міська територіальна громада
Пирятинська міська територіальна громада —  територіальна громада в центральній частині України, Лубенського району Полтавської області. Адміністративний центр — місто Пирятин.
Утворена 13 серпня 2015 року шляхом об'єднання Пирятинської міськради та Олександрівської сільради Пирятинського району. Остаточно сформована відповідно до розпорядження Кабінету Міністрів України від 12.06.2020р. № 721-р „Про визначення адміністративних центрів та затвердження територій територіальних громад Полтавської області“. 
До складу громади входить 46 населених пунктів, в тому числі місто Пирятин та 45 сіл, на базі яких утворено 17 старостинських округів.

## Населені пункти
До складу громади входять 1 місто (Пирятин) і 45 сіл:
- Архемівка
- Березова Рудка
- Білоцерківці
- Велика Круча
- Верхоярівка
- Вечірки
- Високе
- Вишневе
- Вікторія
- Грабарівка
- Гурбинці
- Давидівка
- Дейманівка
- Замостище
- Заріччя
- Ївженки
- Калинів Міст
- Каплинці
- Кейбалівка
- Кроти
- Крячківка
- Курінька
- Леляки
- Мала Круча
- Малютинці
- Мар'їнське
- Меченки
- Могилівщина
- Нетратівка
- Нові Мартиновичі
- Новоселівка
- Олександрівка
- Пасічне
- Перевідне
- Повстин
- Прихідьки
- Рівне
- Сасинівка
- Скибинці
- Смотрики
- Теплівка
- Усівка
- Харківці
- Шкурати
- Яцини

## Старостинські округи
- Березоворудський старостинський округ
- Великокручанський старостинський округ
- Вікторійський старостинський округ
- Грабарівський старостинський округ
- Давидівський старостинський округ
- Дейманівський старостинський округ
- Калиновомостівський старостинський округ
- Каплинцівський старостинський округ
- Куріньківський старостинський округ
- Малютинський старостинський округ
- Новомартиновицький старостинський округ
- Олександрівський старостинський округ
- Прихідьківський старостинський округ
- Теплівський старостинський округ
- Сасинівський старостинський округ
- Смотриківський старостинський округ
- Харківецький старостинський округ[4]